# 欧日地区皮埃尔菲特
欧日地区皮埃尔菲特（法語：Pierrefitte-en-Auge，法語發音：[pjɛʁfit ɑ̃.n‿oʒ] ⓘ）是法国卡尔瓦多斯省的一个市镇，位于该省东北部，圖克河左岸，属于利雪区。欧日地区皮埃尔菲特因境内的圣但尼教堂而闻名，自1930年起为法国国家文物保护单位。

## 地理
欧日地区皮埃尔菲特（49°15'30"N, 0°12'7"E）面积5.48 平方千米，位于法国诺曼底大区卡爾瓦多斯省，该省份为法国西北部沿海省份，北濒大西洋英吉利海峡，东北与滨海塞纳省以海上边界相接，东临厄尔省，南至奧恩省，西与芒什省接壤。
与欧日地区皮埃尔菲特接壤的市镇（或旧市镇、城区）包括：欧日地区勒布勒伊、菲耶尔维尔莱帕尔克、马讷维尔拉皮帕尔、蓬萊韋克、圣伊梅尔、卡洛讷河畔圣朱利安。
欧日地区皮埃尔菲特的时区为UTC+01:00、UTC+02:00（夏令时）。

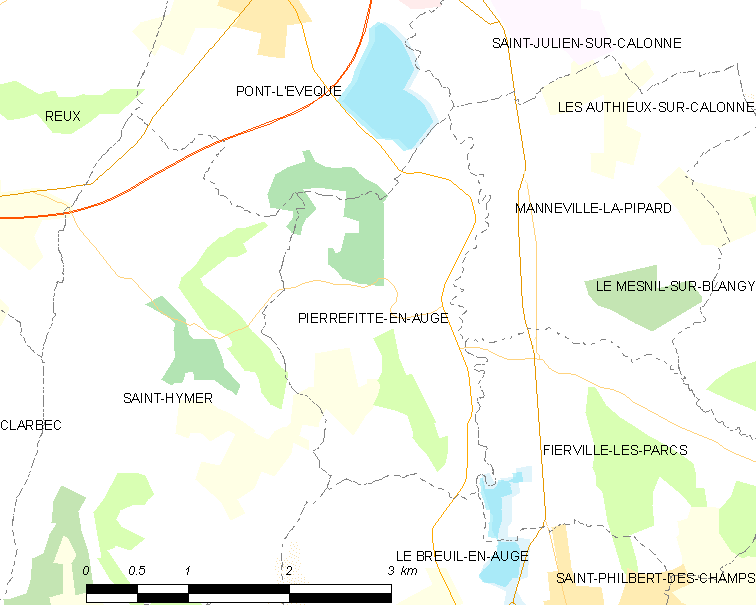
欧日地区皮埃尔菲特的OSM定位图

## 行政
欧日地区皮埃尔菲特的邮政编码为14130，INSEE市镇编码为14500。

## 政治
欧日地区皮埃尔菲特所属的省级选区为蓬莱韦克县。

## 交通
卡尔瓦多斯省省道D48和D280A线在境内交汇。距离欧日地区皮埃尔菲特最近的铁路车站为蓬莱韦克站，距离其市区大约3公里。

## 人口

1962-2008年间欧日地区皮埃尔菲特人口变化图示

欧日地区皮埃尔菲特于2022年1月1日时的人口数量为154人。